# João Fernandes (basquetebolista)
João Paulo da Costa Fernandes, nascido em Angola a 1 de dezembro de 1992, é um jogador profissional de basquetebol que joga atualmente pelo Sporting Clube de Portugal.